# Rudolf Schmundt
Rudolf Schmundt, född 13 augusti 1896 i Metz, död 1 oktober 1944 i Rastenburg, var en tysk general. Han var 1942–1944 chef för den tyska arméns personalavdelning (tyska Heerespersonalamt). Schmundt skadades vid 20 juli-attentatet mot Adolf Hitler och avled senare av sina sår. Han tilldelades Tyska orden postumt.